# Missionar
Ein Missionar (aus dem Lateinischen für „Gesandter“) ist eine Person, die einer Religion angehört und für den religiösen Übertritt von Menschen anderer Religionen zu dieser Religion oder Glaubensgemeinschaft arbeitet, oft verbunden mit religiös motivierter sozialer Arbeit. Mit dem Begriff ist im europäisch geprägten Kulturraum meist die christliche Missionierung gemeint, während die anderen missionierenden Religionen eigene Bezeichnungen für diese Personengruppe haben. Manche Missionare bringen ihre Mission im Alltag durch Vorleben eines bestimmten Verhaltens zum Ausdruck. Der Begriff „Missionar“ geht deshalb über speziell ausgebildetes Personal hinaus. Viele christliche Missionare gehören einer Missionsgesellschaft an.

## Voraussetzungen
Um als Missionar in ein anderes Land zu gehen, bedarf es je nach Einsatzort und -bereich der Erfüllung gewisser Voraussetzungen:
- Berufung
- Bekehrung und Erfahrungen im Glaubens- und Gemeindeleben
- Stabile Gesundheit und körperliche Fitness
- Bereitschaft, in einer anderen Kultur zu leben und sich entsprechend anzupassen
- Sprachkenntnisse oder die Bereitschaft, sie zu erwerben
- Fachkenntnisse
- Bereitschaft zur geduldigen Wiedereingliederung in das Heimatland nach längerem Auslandsaufenthalt

## Ausbildung
Je nach Arbeitsauftrag durch die sendende Organisation haben Missionare unterschiedliche Ausbildungen. Der theologische und sprachliche Teil ist im Regelfall ein beträchtlicher Teil davon. Außerdem haben wohl alle Missionare interkulturelle Zusatzqualifikationen, um ihr Missionieren im Einsatzland effektiver zu gestalten.

## Christentum
Im Christentum haben Missionare eine wichtige Bedeutung. Die ersten christlichen Apostel waren Missionare und verkündigten das Evangelium von Jesus Christus. Das Christentum ist bis heute eine missionierende Religion. Grundlage ist der sogenannte Missionsbefehl Jesu Christi nach dem Evangelium nach Matthäus (vgl. Mt 28,19–20a ). Eine Missionsgrundlage besteht in einem religiösen Sendungsbewusstsein, das die Missionare dazu motiviert, ihren Glauben auch anderen Personen und Völkern nahezubringen (Evangelisation). Als erster Missionar des christlichen Griechischen Alten Testaments gilt in der christlichen Theologie der Prediger Jona.
Das Judentum hat zur Frage der kulturellen Aneignung durch das Christentum eine andere Auffassung. Das Judentum missioniert bis heute nicht. Laut der Jüdischen Bibel enthält das Zwölfprophetenbuch lediglich eine bibelhebräische Erzählung über den Propheten Jona, seine Sendung nach Ninive und seine Belehrung durch JHWH, den Gott Israels. Besonders das Judentum leidet bis heute unter der christlichen Judenmission, weil der christliche, so genannte „Missionsbefehl“ zuerst den Juden und dann erst den anderen Völkern gilt. Es hatte geschichtlich zu oft christliche Nächstenliebe und Zwangsmissionierung zu erleiden, die viel zu oft menschenverachtend, grausam, quälerisch, tödlich oder im besten Fall finanziell höchst unvorteilhaft ausging. Die Judenmission ist Bestandteil des christlichen Antijudaismus.
Eine andere Motivation können die missionierende Nächstenliebe und das Fehlen bestimmter Infrastruktur in finanziell armen Ländern sein. So senden manche Missionsgesellschaften beispielsweise Ärzte (Missionsärzte), Krankenpflegepersonal, Handwerker, Lehrer und Hochschullehrer (Agrarwirtschaft, Medizin, Theologie u. a. m.) aus. Oft arbeiten Partnerkirchen oder andere Partnerorganisationen aus reicheren und ärmeren Ländern zusammen. Die Missionswerke, die im Dachverband evangelischer Missionswerke „Evangelisches Missionswerk in Deutschland e. V.“ Mitglied sind, entsenden Personal nur auf ausdrückliche Anforderung ihrer Partnerkirchen in Übersee.
Christliche Missionare spielten seit der Kolonialgeschichte eine Rolle als Lieferanten ethnographischer Aufzeichnungen, die von der wissenschaftlichen Völkerkunde heute kritisch betrachtet werden. Allerdings führten sie zu diversen Missverständnissen der religiösen Vorstellungen dieser Völker, da die Missionare ihre Beobachtungen zwangsläufig aus einer christlichen Perspektive interpretierten. Dabei wurde etwa mit numinosen Kräften der nordamerikanischen Indianer wie Manitu oder Wakan der christliche Gott identifiziert oder die Bedeutung verschiedener Details wurde überschätzt, so etwa des in vielen indianischen Mythen gefundenen Dualismus von „Gut und Böse“ oder des Traumes als Quelle transzendenter Erkenntnis.

## Wahrnehmung der christlichen Missionare
Der Globetrotter und Schriftsteller Colin Ross schreibt 1928 in seinem Buch Mit Kind und Kegel in die Arktis: 

„Mag man über den Wert der Mission verschiedener Ansicht sein, über den Wert der Missionare jedoch kaum. Ich wenigstens habe sie in allen Breiten als hervorragende, ungewöhnlich weitblickende Menschen kennengelernt, die nicht nur im allgemeinen mehr von den Sitten und Gebräuchen wie von der Psyche der Eingeborenen wissen als irgendein anderer Weißer, sondern die gewöhnlich auch ein erstaunlich weitherziges Verstehen für die ursprünglichen religiösen Vorstellungen der Menschen haben, die sie zum Christentum bekehren.“

Der Ethnologe Christian Feest berichtet in seinem 1998 veröffentlichten Buch Beseelte Welten – Die Religionen der Indianer Nordamerikas davon, dass bis zum Anfang der 1970er Jahre Missionare „entweder [von den Kirchen als] heroische Vorboten [und oft genug Märtyrer] des wahren Glaubens“ gepriesen oder von Menschenrechtlern „als des Ethnozids verdächtige Agenten des kapitalistischen Weltsystems“ verdammt wurden. 

„Realistischer erkennt man heute in ihnen Akteure in dem personenreichen und bis heute nicht abgeschlossenen Drama der Begegnung zwischen Alter und Neuer Welt, deren Handlungen aus ihrem spezifischen kulturellen Hintergrund erklärbar sind. So wenig wie ‚die Indianer‘ waren ‚die Missionare‘ eine homogene Gruppe – jenseits persönlicher Faktoren unterschiedlich geprägt durch Konfession, Ordenszugehörigkeit und Nationalität. Entsprechend differenziert ist das Ergebnis ihrer Bemühungen zu sehen.“

Die Deutsche Catherina Rust, die unter Indianern am Amazonas aufwuchs und die Kontakte zu Missionaren sowohl aus der Sicht der Einheimischen als auch der Europäer erleben konnte, äußert sich an verschiedenen Stellen ihres Buches Das Mädchen vom Amazonas: Meine Kindheit bei den Aparai-Wajana-Indianern kritisch zu den Missionaren. Sie schreibt unter anderem: 

„Im Namen der Zivilisation setzen sich Kirchen und Sekten über die [in Brasilien] offiziell verbotene Zwangsmissionierung und über Quarantänezeiten hinweg. Wer Menschen um jeden Preis bekehren will, selbst solche, die keinen Kontakt wünschen, findet heute Mittel und Wege, dies dennoch zu tun. […] Die Missionare kommen in guter Absicht, beseelt von dem Gedanken, das ‚Wort Gottes‘ auch noch unter die letzten ‚Heiden‘ auf unserer Erde zu bringen.“

Der deutsche Burenkommandant Adolf Schiel, mit einer Missionarstochter verheiratet, zitiert in seiner Autobiographie einen eingeborenen Häuptling aus der südafrikanischen Republik Transvaal: 

„Ihr Weißen schickt erst Missionare in unser Land; die erzählen uns viel von einem Gott, der uns alle gleich lieb hat und der die Weißen sowohl als die Schwarzen seine Kinder nennt. Wenn der Missionar uns so recht viel erzählt hat, wie gut ihr Weißen seid und dass ihr die Missionare nur aus lauter Liebe zu euren schwarzen Brüdern schickt, dann kommt ihr und nehmt uns unser Land weg.“

## Einige Beispiele
Hier eine Auswahl von Missionaren, die erst ab dem 19. Jahrhundert auftraten, nach Religionsgemeinschaft unterteilt.
Siehe auch: Kategorie Missionar.

### Missionare des Frühmittelalters bei den Germanen und Kelten
- Patrick, Missionar der Iren im 5. Jahrhundert.
- Valentin von Rätien (435–475), Wandermissionar, Bischof von Rätien, „und Apostel beider Rätien“; im heutigen Bayern und Tyrol
- Severin von Noricum (~410–482), Missionar und „Apostel der Noriker“, im heutigen Österreich und Bayern
- Goar (~495–575), Missionar am Mittelrhein
- Columban von Luxeuil (540–615), Missionar im Frankenreich und in der heutigen Schweiz
- Æthelberht (552/560–616/618), erster christlicher König des angelsächsischen Königreiches Kent
- Arbogast († 618), Bischof von Straßburg
- Mellitus († 624), Bischof von London
- Justus von Canterbury († zwischen 627 und 631), Bischof von Rochester
- Schwarzer Ewald und Weißer Ewald, angelsächsische Missionare in Westfalen am Ende des 7. Jh.
- Suitbert (637–713), angelsächsischer Missionar zwischen Ruhr und Lippe
- Willibrord (~658–739), „Apostel der Friesen“
- Winfried Bonifatius (672/673–754), „Apostel der Deutschen“
- Burkard (683/85–755), Abt in Berceto und dann in Rorinlacha, dann Bischof v. Würzburg
- Virgil (~700–784), Bischof von Salzburg
- Willehad (~740–789), Missionar bei den Friesen und Sachsen
- Liudger (~742–809), Bischof von Münster
- Ansgar (801–865), Erzbischof von Hamburg-Bremen

### Katholische Missionare
- Franz Xaver (1506–1552), Missionar in Asien
- Bartolomé de las Casas (1484–1566), Verteidiger der Rechte der Indios
- José de Anchieta (1534–1597), Missionar und Sprachforscher in Brasilien
- Peter von Betancurt (1626–1667), Missionar in Guatemala
- Pierre Parisot (1703–1769), Missionar in Indien
- Martin Dobritzhofer (1717–1791), Missionar in Paraguay
- Daniele Comboni (1831–1881), Ordensgründer der Comboni-Missionare
- Damian de Veuster (1840–1889), „Apostel der Leprakranken“
- Bernarda Bütler (1848–1924), Schweizerin, Ordensgründerin der Franziskaner-Missionsschwestern von Maria Hilf
- Josef Freinademetz (1852–1908), Missionar in China
- Maria Theresia Ledóchowska (1863–1922), Österreicherin, Ordensgründerin der „Petrus-Claver-Sodalität für die afrikanischen Missionen“
- Mutter Teresa (1910–1997), Missionarin in Indien, Trägerin des Friedensnobelpreises
- Luis Lintner (1940–2002), Missionar in Brasilien

Siehe auch: Missionarinnen Christi

### Evangelische Missionare
- John Eliot (~1604–1690), Brite, Anglikaner, „Apostel der Indianer“
- Heinrich Plütschau (~1676–1752), Deutscher, evangelisch, Indien
- Johann Ernst Gründler (1677–1720), Deutscher, evangelisch, Indien
- Bartholomäus Ziegenbalg (1682–1719), Deutscher, evangelisch, Indien
- Jonathan Edwards (1703–1758), Amerikaner, Kongregationalist, amerikanische Kolonien
- John Wesley (1703–1791), Engländer, Methodist, England, Amerika
- Johann Martin Mack (1715–1784), Deutscher, Brüdergemeine, Amerika
- Christian Friedrich Schwartz (1726–1798), Deutscher, lutherisch, Südindien
- William Carey (1761–1834), Brite, Baptist, Indien
- Johannes Evangelista Goßner (1773–1858), evangelisch, Indien
- Johann Christian Friedrich Heyer (1793–1873), Deutscher, später US-Amerikaner, lutherisch, Indien
- Felician Martin von Zaremba (1794–1874), Russe, evangelisch, Kaukasus
- James Evans (1801–1846), Brite, Methodist, Kanada
- Samuel Hebich (1803–1868), Deutscher, evangelisch, Indien
- Friedrich Conrad Dietrich Wyneken (1810–1876), Deutscher, später US-Amerikaner, lutherisch, Nordamerika
- Johann Ludwig Krapf (1810–1881), Deutscher, evangelisch, Ostafrika
- David Livingstone (1813–1873), Schotte, reformiert, Afrika
- Hermann Gundert (1814–1893), Deutscher, evangelisch, Indien
- Wilhelm Posselt (1815–1885), Deutscher, evangelisch, Südafrika
- James Curtis Hepburn (1815–1911), USA, Presbyterianer,  Japan
- Carl Hugo Hahn (1818–1895), Deutscher, lutherisch, Südafrika
- August Mylius (1819–1887), Deutscher, evangelisch, Indien
- Johannes Rebmann (1820–1876), Deutscher, evangelisch, Afrika
- Paulus Cassel (1821–1892), Deutscher, evangelisch, Judenmissionar
- William Wyatt Gill (1828–1898), Kongregationalist, Polynesien
- Rudolf Faltin (1830–1918), Deutscher, evangelisch, Judenmissionar
- Martha Hooper Blackler (1830–1871), US-Amerikanerin, missionierte in Griechenland
- Christian Hornberger (1831–1881), Deutscher, evangelisch, Westafrika
- Hudson Taylor (1832–1905), Engländer, Methodist, China
- Hermann Herlitz (1834–1920), Deutscher, evangelisch, Australien
- Ludwig Ingwer Nommensen (1834–1918), Deutscher, evangelisch, Batak, Sumatra
- Moritz Bräuninger (1836–1860), Deutscher, evangelisch, Nordamerika, gilt als Märtyrer
- August Schreiber (1839–1903), Deutscher, evangelisch, Sumatra
- Heinrich Schröder (1850–1883), Deutscher, evangelisch, Natal (Südafrika), gilt als Märtyrer
- Katharine Bushnell  (1855–1946), US-amerikanische Ärztin und evangelische Missionarin, u. a. in Shanghai
- Johannes Arndt (1857–1931), Deutscher, evangelisch, Südafrika
- Johann Flierl (1858–1947), Deutscher, evangelisch, Australien & Neuguinea
- Charles T. Studd (1860–1931), Brite, anglikanisch, China, Indien & Afrika (Kongo)
- John H. Weeks (1861–1924), Brite, Baptist, Afrika
- Emil Schiller (1865–1945), Deutscher, evangelisch, Japan.
- Traugott Bachmann (1865–1948), Deutscher, Herrnhuter Brüdergemeine, Tansania
- Ester Peterson (1866–1960), Schwedin, tätig am Leipziger Missionswerk
- Johannes Warneck (1867–1944), deutscher Missionar, evangelisch, Sumatra von 1892 bis 1906
- Theodor Zöckler (1867–1949), Deutscher, evangelisch, Ostgalizien
- Amy Carmichael  (1867–1951), Irin, evangelisch, Indien
- Karl Segebrock (1872–1896), Deutsch-Balte, evangelisch, Tansania, gilt als Märtyrer
- Ewald Ovir (1873–1896), Deutsch-Balte, evangelisch, Tansania, gilt als Märtyrer
- Richard Wilhelm (1873–1930), Deutscher, evangelisch, China
- Annie Funk (1874–1912), USA, Mennonitin, Indien
- Ernst Jakob Christoffel (1876–1955), Deutscher, evangelisch, Asien
- Edwin William Smith (1876–1957), Brite, Methodist, Afrika
- Stephan Lehner (1877–1947), Deutscher, evangelisch, Neuguinea
- Hedwig Büll (1887–1981), Estin, deutsch-baltischer Herkunft, u. a. Armenien und Syrien
- Paul Gäbler (1901–1972), Deutscher, evangelisch, Tamil Nadu, Indien
- Arno Lehmann (1901–1984), Deutscher, evangelisch, Indien
- Peter Beyerhaus (1929–2020), Deutscher, evangelisch, Südafrika
- Manfred Bönig (* 1941), Deutscher, freikirchlich, Afrika